# Mjukvarucrack
Mjukvarucrack, ibland bara crack, är en metod eller en programvara för att ge olovlig tillgång till mjukvara.
Mjukvarucrack har funnits lika länge som kopieringsskydd har använts i kampen mot piratkopiering. I ett vanligt och tidigt förekommande kopieringsskyddssystem är användaren tvungen att mata in en licenskod vid mjukvaruinstallation eller -körning. Den som inte har betalat för eller på annat sätt lagligt tillförskaffat sig en licens kan i stället antingen använda en kopierad nyckel, eller också använda ett crack som får mjukvaran att hoppa över licenskontrollen.
Mjukvarucrack är i sig inte nödvändigtvis olagliga, men de används i allmänhet för att ge tillgång till olagligt kopierad mjukvara, vilket kan vara upphovsrättsintrång. Kopieringsskydd av olika slag har fått kritik då de ställer till mer problem för dem som köpt en licens än för dem som piratkopierat och använt ett mjukvarucrack. Detta har gett ett nytt intresse för crack hos dem som köpt licens, då dessa bland annat kan ge en tillåtelse att köra program utan att ha tillgång till installationsmediet.